# Walter Dornberger

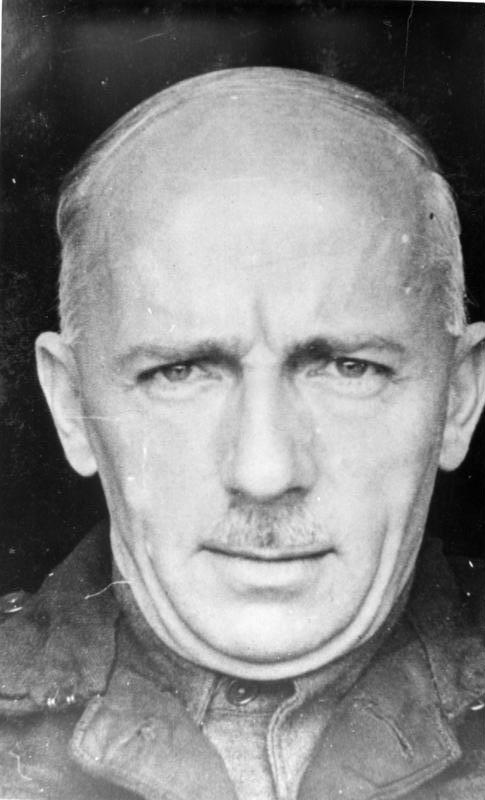
Generalmajor Walter Dornberger in britischer Kriegsgefangenschaft (1945)

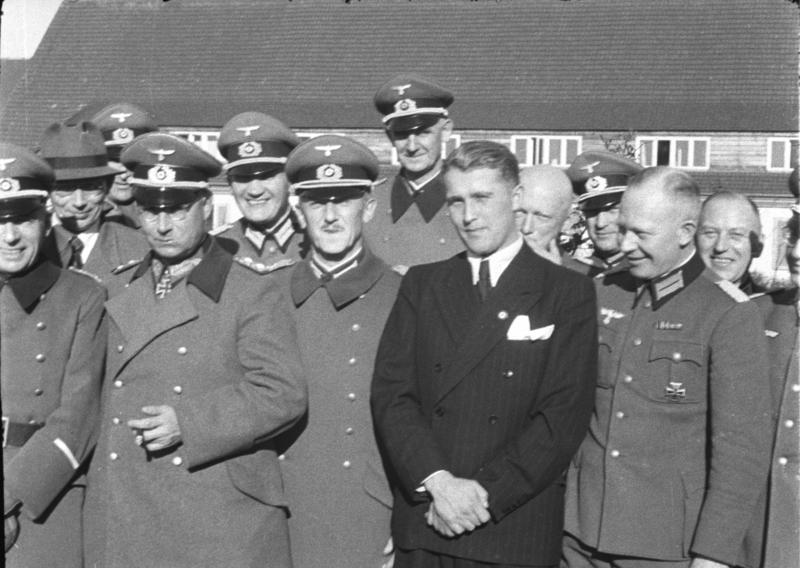
Walter Dornberger (links) und Wernher von Braun (in Zivil) in Peenemünde, Frühjahr 1941

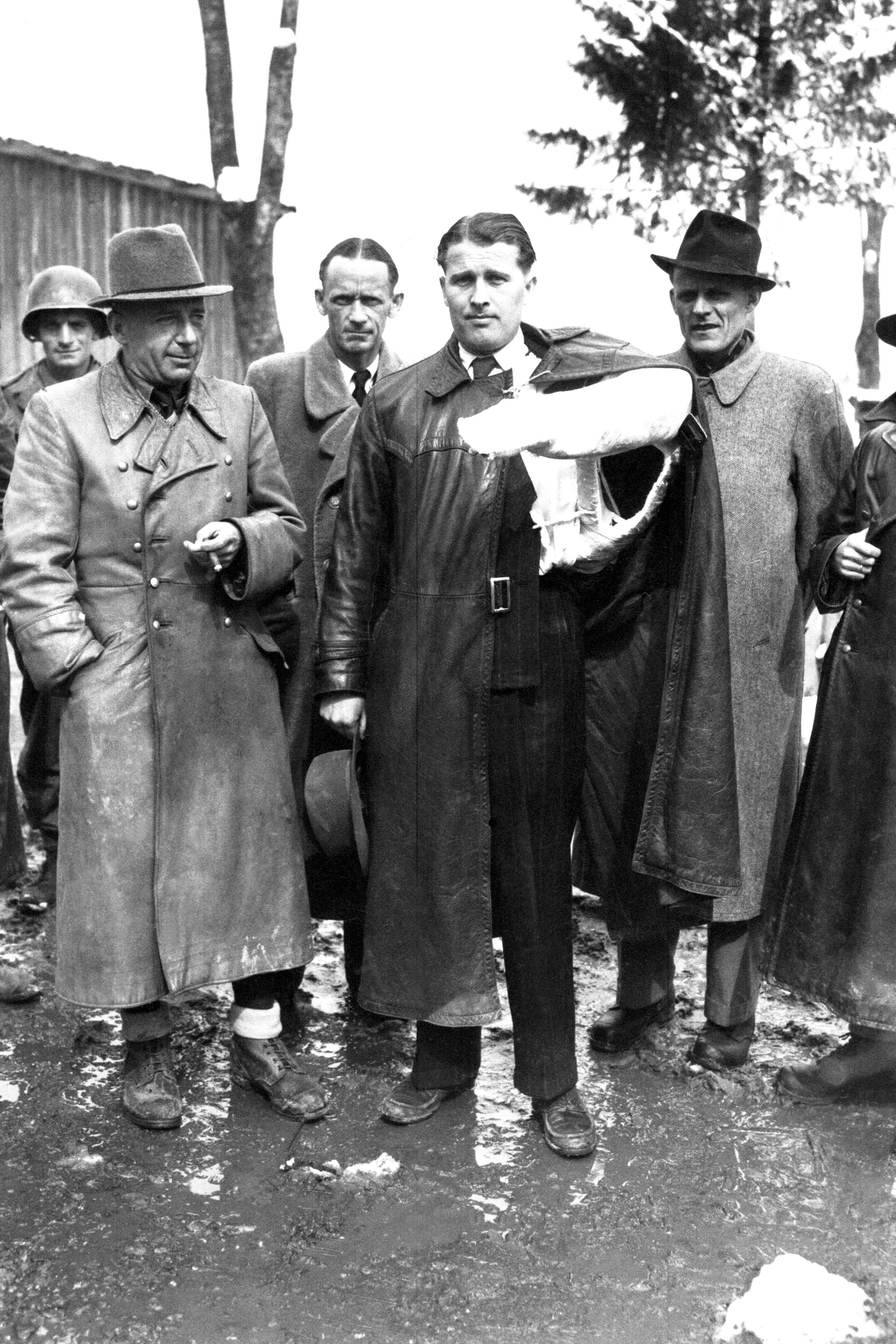
Dornberger (links mit Hut) mit von Braun (Mitte) nach ihrer Festnahme durch die US Army in Österreich im Mai 1945

Walter Robert Dornberger (* 6. September 1895 in Gießen; † 26. Juni 1980 in Obersasbach) war Generalmajor der deutschen Wehrmacht und im Heereswaffenamt zuständig für das gesamte deutsche Raketenwaffen-Programm.

## Leben
Walter Dornberger, Sohn von Hermann Dornberger und Hedwig Dornberger, geborene Roltsch, wurde in eine Apothekerfamilie in Gießen geboren, die von 1898 bis 1984 in drei Generationen die Pelikan-Apotheke betrieb. Er hatte zwei Brüder, Max (* 1893) und Wolfgang (* 1898). Walter Dornberger war in erster Ehe mit Alice Dornberger, geborene Raeder (* 16. Juli 1913; † 1960), verheiratet.
Bei Beginn des Ersten Weltkrieges meldete er sich als Freiwilliger. Vom 3. Oktober 1918 bis 20. März 1920 war er in französischer Gefangenschaft. Danach wurde er in die Reichswehr der Weimarer Republik übernommen und Ende der 1920er Jahre zum Maschinenbaustudium an der Technischen Hochschule Charlottenburg abkommandiert. Hier erwarb er den akademischen Grad eines Diplomingenieurs. Nach dem Studium wurde ihm 1932 die Entwicklung von Feststoffraketen im Heereswaffenamt übertragen. Wegen der Festlegungen im Versailler Vertrag durfte das Deutsche Reich keine großen Kanonen entwickeln oder besitzen. Fernraketen waren im Vertrag nicht genannt.

### Raketenentwicklung in Deutschland
1932 trat der Verein für Raumschiffahrt mit der Bitte um finanzielle Unterstützung an das Militär heran. Trotz einer misslungenen Flugvorführung bot Dornberger dem Verein Fördermittel an, jedoch unter der Bedingung von Geheimhaltung und militärischer Ausrichtung der Raketenentwicklung. Der Verein lehnte ab, der junge Wernher von Braun nahm das Angebot an.
Am 24. Juli 1935 wurde Dornberger als Major zum Abteilungschef im Heereswaffenamt berufen. 1935 erhielt er die Ehrendoktorwürde der Technischen Hochschule Berlin für seinen Beitrag zur Kreiselstabilisierung von Raketen.
1936 wurde ihm die verantwortliche Leitung der Raketenentwicklung des Heeres übertragen, die zur Entwicklung des Aggregats 4 (A4, besser bekannt als V2) führte.
Von 1936 bis 1943 leitete Dornberger die Raketenabteilung des Heereswaffenamtes. 1943 wurde er zum Generalmajor ernannt und Kommandeur der Heeresversuchsanstalt Peenemünde. Im Juni 1943 sprach er in einem Betriebsappell vor nahezu 6.500 deutschen Mitarbeitern und Soldaten. Dabei vermischte er traditionellen deutschen Patriotismus mit ideologischen Motiven der Nazis und hob viele der einzigartigen Faktoren hervor, die die Raketenentwicklung in Peenemünde so erfolgreich machten. Er betonte den bahnbrechenden Charakters ihrer Arbeit sowie ihre einzigartige Bedeutung für die Kriegsanstrengungen, die er mit der Angst vor der Sowjetunion und der Verachtung der westlichen Alliierten für die Bombardierung deutscher Städte begründete. Insbesondere führte er aus: „Was hier in Peenemünde in den letzten Jahren geleistet worden ist, gehört der Geschichte an. Wenn mal dereinst die Geschichte der Technik des Krieges geschrieben wird, so wird unserer Arbeit hier eine besonders eindrucksvolle Seite zu widmen sein. Es ist nicht nur der Erfolg, der unsere Arbeit hervorhebt, sondern vielmehr die erschwerten Bedingungen, unter denen wir diesen Erfolg errungen haben. Ich schließe diesen ersten Betriebs-Appell mit der Bitte an Sie, mir zu helfen, die große und vielleicht kriegsentscheidende Aufgabe, vor der wir stehen, zu einem guten und baldigen Ende zu führen.“
Von 1943 bis 1945 war Dornberger auch für das Training und die Logistik der V2-Einheiten zuständig. Ab September 1943 gehörte Dornberger dem Beirat der Mittelwerk GmbH an, die in der Stollenanlage im Kohnstein bei Nordhausen Häftlinge des KZ Mittelbau-Dora zur Raketenproduktion einsetzte. Auch wenn er 1969 unter Eid angab, dass in Peenemünde keine Zwangsarbeiter eingesetzt wurden, straft ihn ein von ihm unterzeichnetes Besprechungsprotokoll vom 4. August 1943 Lügen: „Das Verhältnis der deutschen Arbeiter zu den KZ-Häftlingen soll 1:15, höchstens 1:10 betragen“. Es gab 1943 insgesamt 4 Orte zur A4-Serienfertigung, die KZ-Häftlinge kamen aus: KZ Buchenwald (HVA Peenemünde ab Juni), KZ Dachau („Friedrichshafener Zeppelinwerke“ ab Juni/Juli), KZ Mauthausen (Rax-Werke in der Wiener Neustadt ab Juni/Juli) und KZ Sachsenhausen (DEMAG-Aufbauten für Panzer in Falkensee bei Berlin ab März). Er unterschrieb dazu ein Protokoll aus der Besprechung mit Gerhard Degenkolb und Heinz Kunze mit dem Inhalt, dass die Serienfertigung in allen 4 Werken „grundsätzlich mit Sträflingen durchgeführt werde.“ Am 29. Oktober 1944 erhielt er nach dem Einsatz der V2 an der Westfront das Ritterkreuz des Kriegsverdienstkreuzes mit Schwertern als Auszeichnung.

### Raketenentwicklung in den USA
Am 2. Mai 1945 stellte sich Dornberger gemeinsam mit Wernher von Braun in Reutte/Tirol den Amerikanern. Zusammen mit 450 anderen Raketenspezialisten, die am 29. April 1945 in Oberammergau gefangen genommen worden waren, wurde er mehrere Wochen lang in Garmisch-Partenkirchen interniert und verhört. Am 16. Mai 1945 konnte die US-Armee das von ihm und Wernher von Braun veranlasste Versteck umfangreicher V2-Unterlagen in der Grube Georg-Friedrich in der Nähe von Goslar ausfindig machen und in einer Geheimaktion beiseite schaffen, obwohl sich das Versteck in der Britischen Besatzungszone befand. Im Rahmen der Operation Backfire geriet Dornberger im August 1945 in britische Kriegsgefangenschaft und sollte als Kriegsverbrecher verurteilt werden. Obwohl sich die USA um seine Freilassung bemühten, blieb er bis Juli 1947 in einem Camp in Wales inhaftiert.
1947 durfte er in die USA ausreisen, wo bereits etwa 120 deutsche Raketenforscher arbeiteten. Viele von ihnen erhielten mit ihren Familien die amerikanische Staatsbürgerschaft. Zwei Jahre war Dornberger als Berater der US Air Force auf dem Flugplatz Wright-Field in Ohio tätig, danach wechselte er zur Bell Aircraft Corporation nach Buffalo. Von 1959 bis 1965 gehörte er der Geschäftsleitung an. Dornberger trug maßgeblich zum Erfolg des schnellsten bemannten Flugzeugs, der North American X-15, bei und war auch Berater beim Projekt X20 Dyna-Soar, einem Vorläufer des Space Shuttle. Dieses Flugzeug sollte mit Raketenantrieb in den Weltraum gebracht werden und dann mit Hyperschallgeschwindigkeit (über Mach 5) zurückgleiten.
1965 ging er in den Ruhestand und lebte zunächst in Mexiko. Danach siedelte er nach Sasbach in Baden-Württemberg über, wo er 1980 starb.
Die erste Patriot-Flugabwehrraketen-Stellung der US Army Europe wurde 1984 bei der Hohen Warte in der Nähe von Gießen eingerichtet und durch den deutschen Verteidigungsminister Manfred Wörner nach Walter Dornberger benannt.
Das vierte Bataillon der 43rd Air Defense Artillery nutzte diese Stellung bis 1991.

## Auszeichnungen
- Eisernes Kreuz (1914) II. und I. Klasse
- Hausorden vom Weißen Falken Ritter II. Klasse mit Schwertern
- Verwundetenabzeichen (1918) in Schwarz
- Ehrendoktorat der technischen Wissenschaften (Technische Hochschule Berlin, 1935)[8]
- Wehrmacht-Dienstauszeichnung IV. bis I. Klasse
- Kriegsverdienstkreuz II. und I. Klasse mit Schwertern
- Ritterkreuz des Kriegsverdienstkreuzes mit Schwertern am 29. Oktober 1944

## Werke
- V2 – der Schuß ins All. Bechtle, Esslingen 1952; Durchgesehene und erweiterte Neuausgabe mit dem Titel Peenemünde. Die Geschichte der V-Waffen.:
  - Bechtle, Esslingen 1981, ISBN 978-3-7628-0404-8
  - Moewig, Rastatt 1985, ISBN 978-3-8118-4341-7
  - Ullstein, Frankfurt am Main u. a. 1989, (19. Auflage, 2013), ISBN 978-3-548-33119-5
  - RhinoVerlag, Ilmenau 2018, ISBN 978-3-932081-88-0
  - Übersetzungen:
    - V-2 – Hitler’s Space Age Missile – The secret weapon that almost changed the course of World War II, Bantam War Book 12660, The Viking Press Inc., New York City 1954, ISBN 978-0-553-12660-0
    - L’ Arme secrète de Peenemünde (Les fusées V 2 et la conquête de l’espace), Arthaud, Paris 1954
    - 宇宙空間をめざして : V2号物語 / V 2 gô monogatari Uchû kûkan o mezashite, Iwanami Shoten, Tokio 1970
    - V-2 & Hitler, PT Pustaka Utama Grafiti, Jakarta 1989, ISBN 978-979-444-082-7
    - ФАУ-2. Сверхоружие Третьего рейха. 1930—1945 / Fau-2 : sverchoružie Tretʹego rejcha 1930–1945, Centrpoligraf, Moskau 2004, ISBN 978-5-9524-1444-0
- Walter Dornberger, Krafft Ehricke: San Francisco to New York in 75 minutes by rocket transport, Look. Jan. 1955
- The Rocket-Propelled Commercial Airliner (= Research Report. Nr. 135, ZDB-ID 596797-1). University of Minnesota, Minneapolis MN 1956 (Wiederabdruck in: Robert Godwin (Hrsg.): Dyna-Soar. Hypersonic Strategic Weapons System. Apogee Books, Burlington 2003, ISBN 978-1-896522-95-1, S. 19–37).
- Satellite teletype message, 1960 Oct. 9., Article written for the 80th anniversary issue of the Buffalo Evening News postulating a day in the space age, transmitted via Courier satellite
- The German V-2, in: Technology and Culture, Vol. 4, No. 4, The History of Rocket Technology (Autumn, 1963), pp. 393–409, doi:10.2307/3101376
- Important steps in the development of meteorology and space vehicles, 1963
- Ernst Klee, Otto Merk, Walter Dornberger, Wernher von Braun: Damals in Peenemünde: an der Geburtsstätte der Weltraumfahrt, Gerhard Stalling, Oldenburg und Hamburg 1963
- Walter Dornberger, Heinrich Lübke: Raumfahrt Alternative: mit Worten zur Raumfahrt von Bundespräsident Heinrich Lübke, Verlag „Mensch und Weltraum“, Köln 1967